# Ngeru
Ngeru is een bestuurslaag in het regentschap Sumbawa van de provincie West-Nusa Tenggara, Indonesië. Ngeru telt 1517 inwoners (volkstelling 2010).